# Ian Banbury
Ian Banbury (Hemel Hempstead, 27 de noviembre de 1957) es un deportista británico que compitió en ciclismo en las modalidades de pista, especialista en la prueba de persecución por equipos, y ruta.
Participó en los Juegos Olímpicos de Montreal 1976, obteniendo una medalla de bronce en la prueba de persecución por equipos (junto con Ian Hallam, Michael Bennett y Robin Croker).

## Medallero internacional
| Juegos Olímpicos | Juegos Olímpicos   | Juegos Olímpicos  | Juegos Olímpicos        |
| Año              | Lugar              | Medalla           | Competición             |
| ---------------- | ------------------ | ----------------- | ----------------------- |
| 1976             | Montreal ( Canadá) | Medalla de bronce | Persecución por equipos |

## Palmarés
1985
- Campeonato del Reino Unido en Ruta